# 跃进街道 (柳州市)
跃进街道是中华人民共和国广西壮族自治区柳州市柳北区下辖的一个街道办事处。

## 行政区划
跃进街道下辖以下村级行政区划单位：
柳星社区、紫薇园社区、长林社区、宏福社区、温馨社区、长风社区和和兴园社区。